# Gammelstaden
Gammelstaden – miejscowość w północnej Szwecji, w gminie Luleå, położona nad rzeką Luleälven. W 2017 roku miasto liczyło 4952 mieszkańców.
Miasteczko znane jest z wioski kościelnej Gammelstad, która wpisana jest na Listę Światowego Dziedzictwa UNESCO.